# الحدب
الحدب منطقة سعودية، تتبع محافظة ميسان التابعة لـمنطقة مكة المكرمة. تقع جنوب الطائف بمسافة تقارب 85 كم. وترتفع عن سطح البحر فوق 2500 متر.

## التسمية
سميت بالحدب لعلوها وارتفاع جبالها عن سطح البحر في مستطيل ضيق يشبه السيف، لذلك نجد أن من أسماء السيف الحدب، وتعد مقصدا سياحيا لدى الكثير من السياح نظرا لبرودة طقسها بالصيف وهطول الأمطار عليها، ولعل درجات الحرارة في فصل الشتاء تصل إلى ما تحت الصفر، كذلك الغطاء النباتي الذي كساها حلة بهية جعلها في قائمة وجهات كثير من المصطافين، ونظرا لخصوبة أرضها فهي تشتهر بزراعة الكثير من المنتوجات كالتين الشوكي الذي يعد الأفضل على مستوى محافظة الطائف، والتين (الحماط) والرمان والعنب والخوخ والكوسة والطماطم والفاصوليا، كما أنها تتميز بوجود القلاع والحصون الأثرية كذلك القرى القديمة المشيدة بالأحجار وخشب العرعر والتي تعود في بنائها إلى مئات السنين، وما يميزها أيضا ارتباطها بتهامة عبر أكثر من عقبة أهمها عقبة الثنية وعقبة ريدة، وقد سجل بعض المهتمين مشاهدتهم لمدينة الطائف عبر الكاميرات الحديثة من جبال الحدب في الأجواء الخالية من الغبار والأتربة.